# Europa (nave appoggio idrovolanti)
L'Europa è stata una nave appoggio idrovolanti e sommergibili della Regia Marina.

## Storia
Costruita nel 1895 nei cantieri scozzesi di Charles Conell & Company, a Glasgow, per conto degli armatori Pinillos & Izqueros y Cia. di Cadice, la nave era in origine un piroscafo da carico. Con una stazza di 4134 tsl, la nave era lunga 119 metri e larga 14, spinta da una macchina a vapore Dunsmir & Jackson da 501 HP a tripla espansione il cui vapore era fornito da tre caldaie alimentate a carbone. Il suo nome avrebbe dovuto essere inizialmente Barcelona, ma venne cambiato prima del completamento in Manila.
Nel 1898 il piroscafo venne comprato dalla Donaldson Line, che lo ribattezzò Salacia e lo tenne in servizio fino al 1911, quando lo cedette all'armatore tedesco M. Jebsen di Amburgo. Dopo appena due anni, nel 1913, questi a sua volta rivendette la nave all'armatore italiano Tito Campanella, che ribattezzò il piroscafo Quarto.
Nel 1915 nave Quarto venne acquistata dalla Regia Marina, intenzionata a dotarsi di una nave portaidrovolanti. Ribattezzata Europa, la nave, su progetto di Alessandro Guidoni, venne sottoposta a radicali lavori di ricostruzione nell'Arsenale della Spezia, durati tre mesi: eliminate le sovrastrutture ed un albero a prua ed a poppa vennero costruite due aviorimesse capaci ognuna di 4 aerei, dotati ognuna di due porte laterali; in corrispondenza di ogni porta venne installata una gru a braccio dalla lenta e non facile manovra (in totale quindi quattro) per la messa a mare ed il recupero degli idrovolanti. Vennero inoltre imbarcati due cannoni Armstrong antiaerei ed antinave da 76/30 mm.
Il 6 ottobre 1915 l’Europa entrò in servizio per la Regia Marina, con la classificazione di nave sussidiaria di I classe per trasporto idrovolanti ed appoggio sommergibili. In novembre l'unità divenne operativa, disponendo di dodici idrovolanti, otto dei quali pronti al volo. La sua base era l'Idroscalo di Brindisi.
Il 27 gennaio 1916 l’Europa venne inviata a Valona con 4 Macchi L.1 e lì rimase di base, in appoggio alle operazioni di evacuazione dell'esercito serbo attraverso i porti albanesi. 
Tra i suoi piloti vi era Giovanni Roberti di Castelvero.
Rimase nella base albanese sino al termine del conflitto operando dalla primavera 1917 con la 258ª Squadriglia, dotata di idrovolanti FBA Type H e poi Macchi M.5, che venivano impiegati nel pontile di Valona insieme a quelli della 257ª Squadriglia FBA del Regio Esercito che aveva invece base a terra a Brindisi.
Il compiti delle 2 squadriglie FBA era di collaborare allo sbarramento del Canale d'Otranto difendendo il traffico navale alleato ed attaccare le basi austriache di Cattaro e Durazzo.
Inoltre successivamente dovevano attaccare le postazioni difensive albanesi in appoggio all'esercito.
Il primo comandante della 258ª è stato il Tenente di Vascello Aldo Pellegrini.

Nel maggio 1917 2 FBA della 258ª della Regia Nave Europa presero parte alla battaglia del Canale d'Otranto. Nel corso della prima guerra mondiale la nave svolse principalmente attività di manutenzione ed appoggio idrovolanti, ma anche di appoggio ai sommergibili. Fu molto intensa l'attività operativa dei suoi velivoli, i quali effettuarono in tutto 1884 missioni di guerra, di cui più di 1500 di ricognizione in territorio nemico.
Radiata nel 1920, l’Europa venne avviata alla demolizione.